# Rali da Croácia
Rali da Croácia é uma prova rali sedeada em Zagreb. Desde 2021 faz parte do Campeonato Mundial de Rali (WRC).

## História
O primeiro Rally da Croácia foi realizado em 1974, sob o nome INA Delta TLX Rally. Demorou apenas três anos para se transformar de uma corrida regional num evento de campeonato nacional da ex-Iugoslávia. Desde o início, a principal característica do rali eram os itinerários extremamente longos, que passaram por Gorski Kotar, Lika e Primorje até meados da década de 1980.
O primeiro reconhecimento internacional que a corrida teveu foi em 1986, quando fez parte do calendário da FIA. Nesse mesmo ano, etapas especiais localizadas em Žumberak, Plešivica, Zagrebačka gora e Hrvatsko Zagorje foram disputadas por equipas da Áustria, Alemanha e Checoslováquia. Foi o início do projeto com o objetivo de entrar no Campeonato Europeu, que só viria a ocorrer em 1992.
Apesar da Guerra da Independência da Croácia em curso, o Delta Rally tornou-se reconhecido internacionalmente e estava crescendo rapidamente. A boa organização trouxe-lhe um coeficiente 10 no ano de 1995, e um ano depois o organizador nomeou-o com o nome de Rali da Croácia para o coeficiente mais alto do Campeonato Europeu contemporâneo – 20.
No final de 2006, a FIA informou que o Campeonato Europeu (ERC) se espalhará. 34. Rali da Croácia 2007. entrou no calendário como o terceiro dos dez eventos do ERC. O primeiro ERC Rally da Croácia foi ganho pela tripulação nacional Juraj Šebalj e Toni Klinc no Mitsubishi Lancer Evo IX. Os restantes dois ralis realizados em Zagreb e arredores foram vencidos por concorrentes estrangeiros – os italianos Corrado Fontana e Renzo Casazza, juntamente com os búlgaros Krum Donchev e Peter Yordanov.
Depois de três eventos ERC organizados com sucesso em Zagreb, a recessão econômica causou a mudança da corrida para Rijeka. Em 2010, o Rally da Croácia foi organizado pela Associação Automotiva do Condado de Primorje-Gorski Kotar e, nos dois anos seguintes, pelo AC MRC local. Etapas especiais foram realizadas em Gorski Kotar, Učka, Ćićarija, Istria, e particularmente atraente foi a Super Especial no Circuito de Opatija.
Em 2013, o Rali da Croácia mudou novamente. Desta vez para Istria e para a cidade de Poreč, que é a anfitriã e co-organizadora do evento. O rali foi organizado pela Federação Croata de Automóveis e Karting e as etapas especiais foram disputadas em Učka, Ćićarija e no triângulo das cidades de Buzet, Motovun e Pazin.
Em 10 de outubro de 2020, o Conselho Mundial de Automobilismo da FIA confirmou como a nova etapa do Campeonato Mundial de Ralis de 2021: a Croácia tornou-se na 34ª nação a organizar uma etapa do WRC. A sede do rali voltou a Zagreb e o itinerário passa pelo condado de Karlovac, condado de Zagreb e condado de Krapina-Zagorje. A superfície das etapas especiais é asfaltada.

## Vencedores

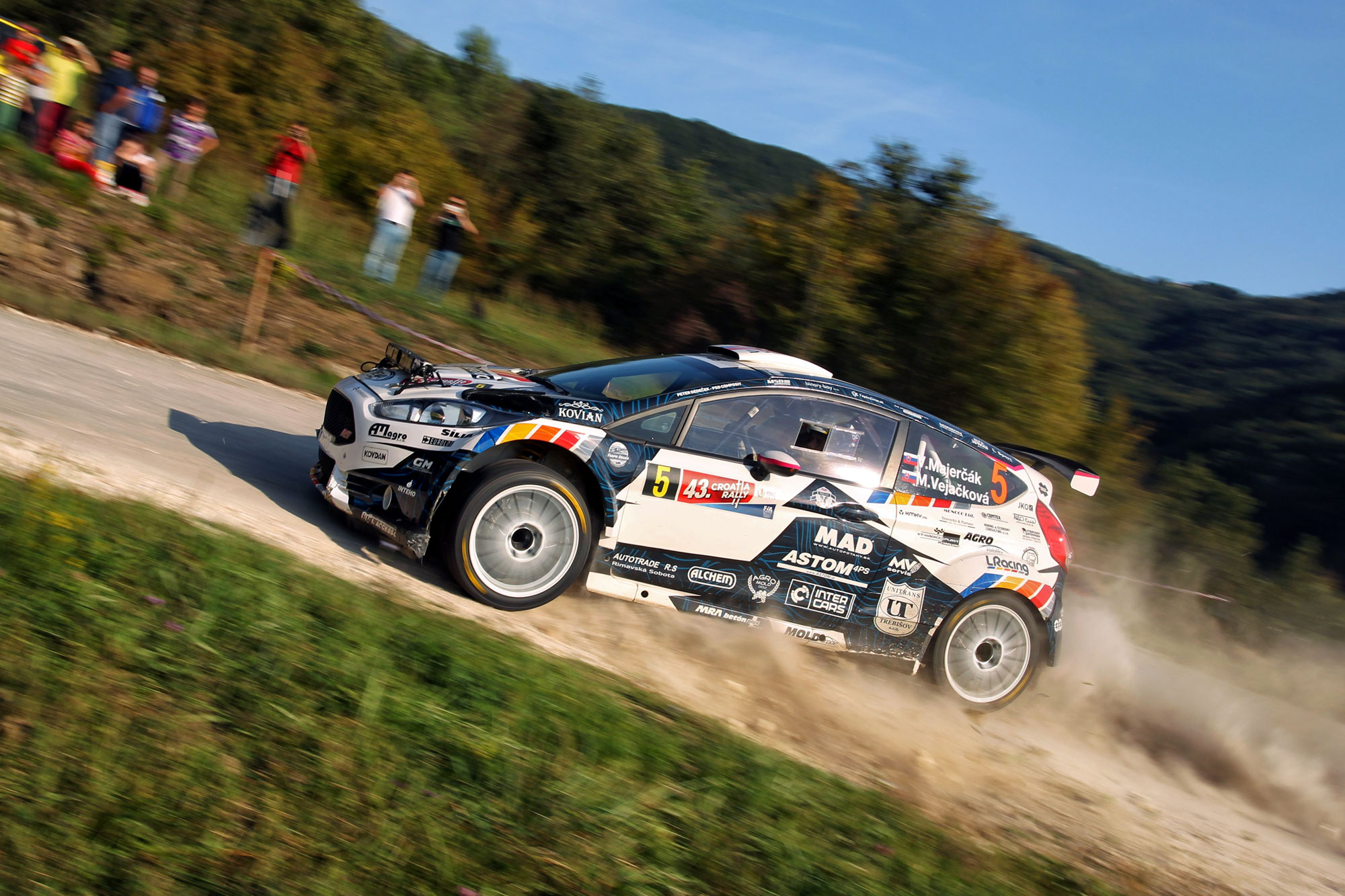
Vencedores do Rali da Croácia de 2016,Vlastimil Majercak e Michaela Vejackova

Fontes:
| Ano       | Edição                      | Piloto               | Navegador          | Carro                         | Série         |
| --------- | --------------------------- | -------------------- | ------------------ | ----------------------------- | ------------- |
| 1974      | 1. Croatia Rally            | Tomislav Markt       | Milena Markt       | BMW 1600                      |               |
| 1975      | 2. Croatia Rally            | Aleksandar Mačešič   | Mladen Lovrič      | Datsun 1200                   |               |
| 1976      | 3. Croatia Rally            | Berislav Modrič      | Ivica Naukovič     | Fiat 128 SC                   |               |
| 1977      | 4. Croatia Rally            | Aleš Pušnik          | Rudi Šali          | Renault 5                     |               |
| 1978      | 5. Croatia Rally            | Aleš Pušnik          | Rudi Šali          | Renault 5                     |               |
| 1979      | 6. Croatia Rally            | Borko Skurič         | Boris Franjič      | Opel Kadett GT/E              |               |
| 1980      | 7. Croatia Rally            | Leon Poberaj         | Marijetka Poberaj  | Zastava 101                   |               |
| 1981      | 8. Croatia Rally            | Leon Poberaj         | Marijetka Poberaj  | Zastava 101                   |               |
| 1982      | 9. Croatia Rally            | Borko Skurič         | Boris Franjič      | Opel Kadett GT/E              |               |
| 1983      | 10. Croatia Rally           | Branislav Küzmič     | Rudi Šali          | Renault 5 Turbo               |               |
| 1984      | 11. Croatia Rally           | Branislav Küzmič     | Rudi Šali          | Renault 5 Turbo               |               |
| 1985      | 12. Croatia Rally           | Branislav Küzmič     | Rudi Šali          | Renault 5 Turbo               |               |
| 1986      | 13. Croatia Rally           | Romana Zrneč         | Špela Kožar        | Renault 11 Turbo              |               |
| 1987      | 14. Croatia Rally           | Branislav Küzmič     | Janez Banič        | Renault 5 GT Turbo            |               |
| 1988      | 15. Croatia Rally           | Branislav Küzmič     | Janez Banič        | Renault 5 GT Turbo            |               |
| 1989      | 16. Croatia Rally           | Tihomir Filipovič    | Davor Devunič      | Lancia Delta HF Integrale     |               |
| 1990      | 17. Croatia Rally           | Tihomir Filipovič    | Saša Ačimovič      | Lancia Delta HF Integrale 16V |               |
| 1991      | 18. Croatia Rally           | Tihomir Filipovič    | Roberta Merluzzi   | Lancia Delta HF Integrale 16V |               |
| 1992      | 19. Croatia Rally           | Žarko Šepetavč       | Nenad Krlič        | Lancia Delta HF Integrale 16V | ERC           |
| 1993      | 20. Croatia Rally           | Raimund Baumschlager | Klaus Wicha        | Ford Escort RS Cosworth       | ERC           |
| 1994      | 21. Croatia Rally           | Niko Pulič           | Davor Devunič      | Lancia Delta HF Integrale Evo | ERC           |
| 1995      | 22. Ina Delta Rally         | Niko Pulič           | Davor Devunič      | Lancia Delta HF Integrale Evo | ERC           |
| 1996      | 23. Croatia Delta Rally     | Kurt Göttlicher      | Josef Pointinger   | Ford Escort RS Cosworth       | ERC           |
| 1997      | 24. Croatia Delta Rally     | David Pattison       | Nenad Krlič        | Ford Escort RS Cosworth       | ERC           |
| 1998      | 25. Ina Croatia Rally       | Enrico Bertone       | Max Chiapponi      | Toyota Celica GT-Four         | ERC           |
| 1999      | 26. Ina Croatia Rally       | Enrico Bertone       | Fulvio Florean     | Renault Megane Maxi           | ERC           |
| 2000      | 27. Ina Croatia Rally       | Bert de Jong         | Ton Hillen         | Subaru Impreza WRC            | ERC           |
| 2001      | 28. Ina Croatia Rally       | Krum Donchev         | Rumen Manolov      | Peugeot 306 Maxi              | ERC           |
| 2002      | 29. Ina Croatia Rally       | Leszek Kuzaj         | Erwin Mombaerts    | Toyota Corolla WRC            | ERC           |
| 2003      | 30. Ina Croatia Rally       | Vaclav Pech          | Petr Uhel          | Ford Focus WRC                | ERC           |
| 2004      | 31. Ina Croatia Rally       | Juraj Šebalj         | Toni Klinc         | Subaru Impreza STi            | ERC           |
| 2005      | 32. INA Croatia Delta Rally | Juraj Šebalj         | Toni Klinc         | Citroën C2 S1600              | ERC           |
| 2006      | 33. INA Croatia Delta Rally | Vaclav Pech          | Petr Uhel          | Mitsubishi Lancer Evo IX      | ERC           |
| 2007      | 34. INA Croatia Delta Rally | Juraj Šebalj         | Toni Klinc         | Mitsubishi Lancer Evo IX      | ERC           |
| 2008      | 35. INA Croatia Delta Rally | Corrado Fontana      | Renzo Casazza      | Fiat Grande Punto S2000       | ERC           |
| 2009      | 36. Croatia Rally           | Krum Donchev         | Petar Yordanov     | Peugeot 207 S2000             | ERC           |
| 2010      | 37. Croatia Delta Rally     | Luca Rossetti        | Matteo Chiaroossi  | Fiat Grande Punto S2000       | ERC           |
| 2011      | 38. Croatia Rally           | Luca Rossetti        | Matteo Chiarcossi  | Fiat Grande Punto S2000       | ERC           |
| 2012      | 39. Croatia Rally           | Juho Hänninen        | Mikko Markkula     | Škoda Fabia S2000             | ERC           |
| 2013      | 40. Croatia Rally           | Jan Kopecký          | Pavel Dresler      | Škoda Fabia S2000             | ERC           |
| 2014      | 41. Croatia Rally           | Juraj Šebalj         | Toni Klinc Toni    | Mitsubishi Lancer Evo IX      | Erc Trophy    |
| 2015      | 42. Croatia Rally           | Murat Bostanci       | Onur Vatansever    | Ford Fiesta R5                |               |
| 2016      | 43. Croatia Rally           | Vlastimil Majerčák   | Michaela Vejačková | Ford Fiesta R5                |               |
| 2017      | 44. Croatia Rally           | Dávid Botka          | Márk Mesterházi    | Škoda Fabia R5                |               |
| 2018-2020 | Não disputado               | Não disputado        | Não disputado      | Não disputado                 | Não disputado |
| 2021      | Croatia Rally 2021          | Sébastien Ogier      | Julien Ingrassia   | Toyota Yaris WRC              | WRC           |
| 2022      | Croatia Rally 2022          | Kalle Rovanperä      | Jonne Halttunen    | Toyota GR Yaris WRC Rally1    | WRC           |
| 2023      | Croatia Rally 2023          | Elfyn Evans          | Scott Martin       | Toyota GR Yaris WRC Rally1    | WRC           |
| 2024      | Croatia Rally 2024          | Sébastien Ogier      | Vincent Landais    | Toyota GR Yaris WRC Rally1    | WRC           |